# یاناری یوئسار
یاناری یوئسار (استونیایی: Janari Jõesaar؛ زادهٔ ۸ دسامبر ۱۹۹۳) بازیکن بسکتبال اهل استونی است.
از باشگاه‌هایی که در آن بازی کرده‌است می‌توان به باشگاه بسکتبال رپلا اشاره کرد.